# هوراس هاريسون
هوراس هاريسون (بالإنجليزية: Horace Harrison)‏ هو قاضي ومحامي وسياسي أمريكي، ولد في 7 أغسطس 1829 في لبنان في الولايات المتحدة، وتوفي في 20 ديسمبر 1885 في ناشفيل في الولايات المتحدة. حزبياً، نشط في الحزب الجمهوري. وقد انتخب عضو مجلس نواب تينيسي وانتخب عضو مجلس النواب الأمريكي.